# Armadillidium herzegowinense
Armadillidium herzegowinense är en kräftdjursart som beskrevs av Karl Wilhelm Verhoeff 1907. Armadillidium herzegowinense ingår i släktet Armadillidium och familjen klotgråsuggor. Inga underarter finns listade i Catalogue of Life.